# Locqueltas
Locqueltas (bretonisch: Lokeltaz) ist eine französische Gemeinde mit 1.980 Einwohnern (Stand 1. Januar 2022) im Département Morbihan in der Region Bretagne.

## Geographie
Locqueltas liegt im Zentrum des Départements Morbihan.
Nachbargemeinden sind Saint-Jean-Brévelay im Nordosten, Plaudren im Osten, Monterblanc im Südosten, Saint-Avé im Süden, Meucon im Südwesten, Locmaria-Grand-Champ im Westen sowie Colpo im Nordwesten.
Der Ort liegt abseits von Straßen für den überregionalen Verkehr. Die wichtigsten Straßenverbindungen in der Nähe sind die D767 (im Westen), die N24 (im Norden) und die N166 (im Südosten). Eine Strecke der ehemaligen Chemins de fer du Morbihan führte durch den Ort.
Die bedeutendsten Gewässer sind der Fluss Loc’h, die Bäche Camzon, Le Moulin de Kerizac und Rodué und der Teich von Locqueltas. Entlang dieser Wasserläufe verläuft teilweise die Gemeindegrenze.

## Geschichte
Die Gemeinde entstand erst am 17. Februar 1864 durch Abspaltung von der Gemeinde Plaudren.

### Bevölkerungsentwicklung
| Jahr                       | 1962 | 1968 | 1975 | 1982 | 1990 | 1999 | 2006 | 2012 | 2019 |
| Einwohner                  | 733  | 744  | 745  | 1056 | 1128 | 1215 | 1484 | 1647 | 1885 |
| Quellen: Cassini und INSEE |      |      |      |      |      |      |      |      |      |

## Sehenswürdigkeiten
- Kirche Saint-Gildas (neogotisch) von 1878, mit Kalvarienberg aus dem 16. Jahrhundert
- Schloss von Camezon aus dem Jahr 1860
- Herrenhäuser in Bodalic (Botdaly; 15. Jahrhundert), Camezon (Kervazy; 15. und 16. Jahrhundert) und Trédec (15. Jahrhundert)
- Kapelle Saint-Barthélemy in Cranhuac (16. Jahrhundert; im 20. Jahrhundert restauriert)
- Hauskapelle in L’Hermitage aus dem 16. Jahrhundert
- Wegkreuz von Coëtcandec (auch Camegan) aus dem 18. Jahrhundert
- Missionshaus der Filles de Jésus aus dem Jahr 1835
- Sehenswerte alte Häuser aus dem 19. Jahrhundert in Kérizac und Tremerian
- Quellen in Goah-Glass (18. Jahrhundert) und L’Hermitage (in Keruba; 16. Jahrhundert)
- Kalvarienberg in Morbauleau (Morbouleau; 1896)
- Überreste mehrerer Grabmale aus gallo-römischer Zeit
- Dolmen von Locqueltas Dolmen à cabinets latéraux von Locqueltas

Quelle:

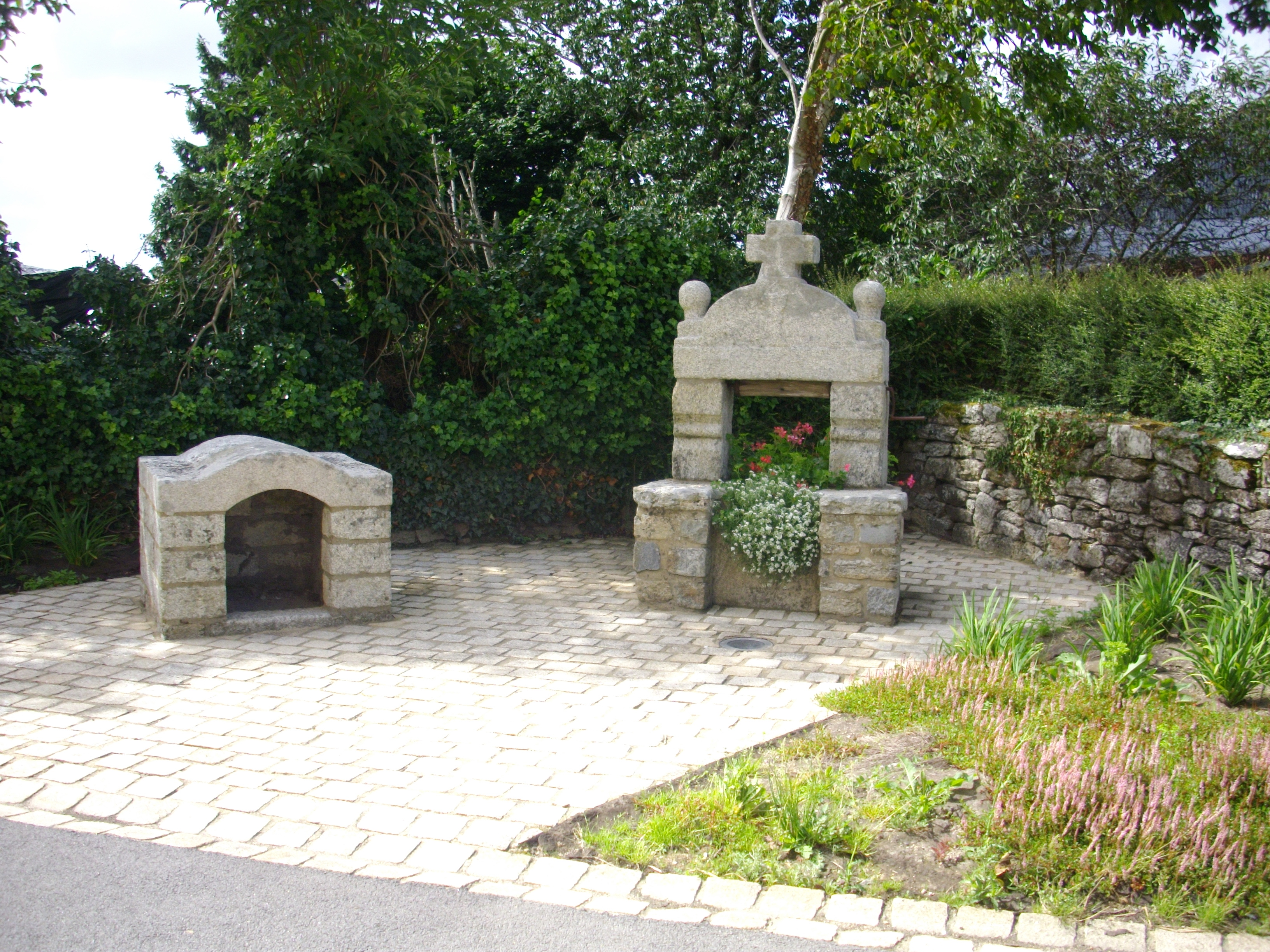
Quelle in Locqueltas
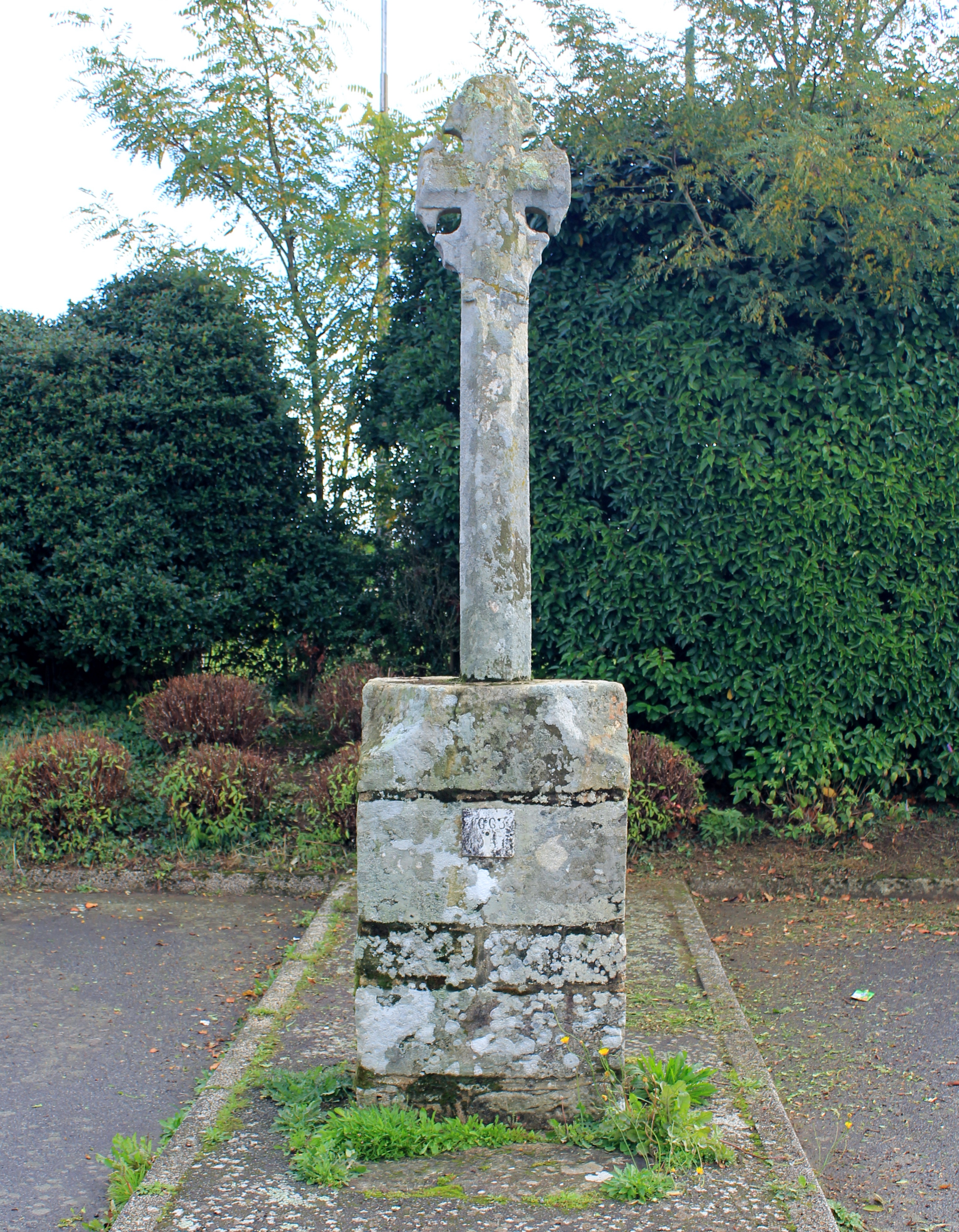
Wegkreuz von Coëtcandec
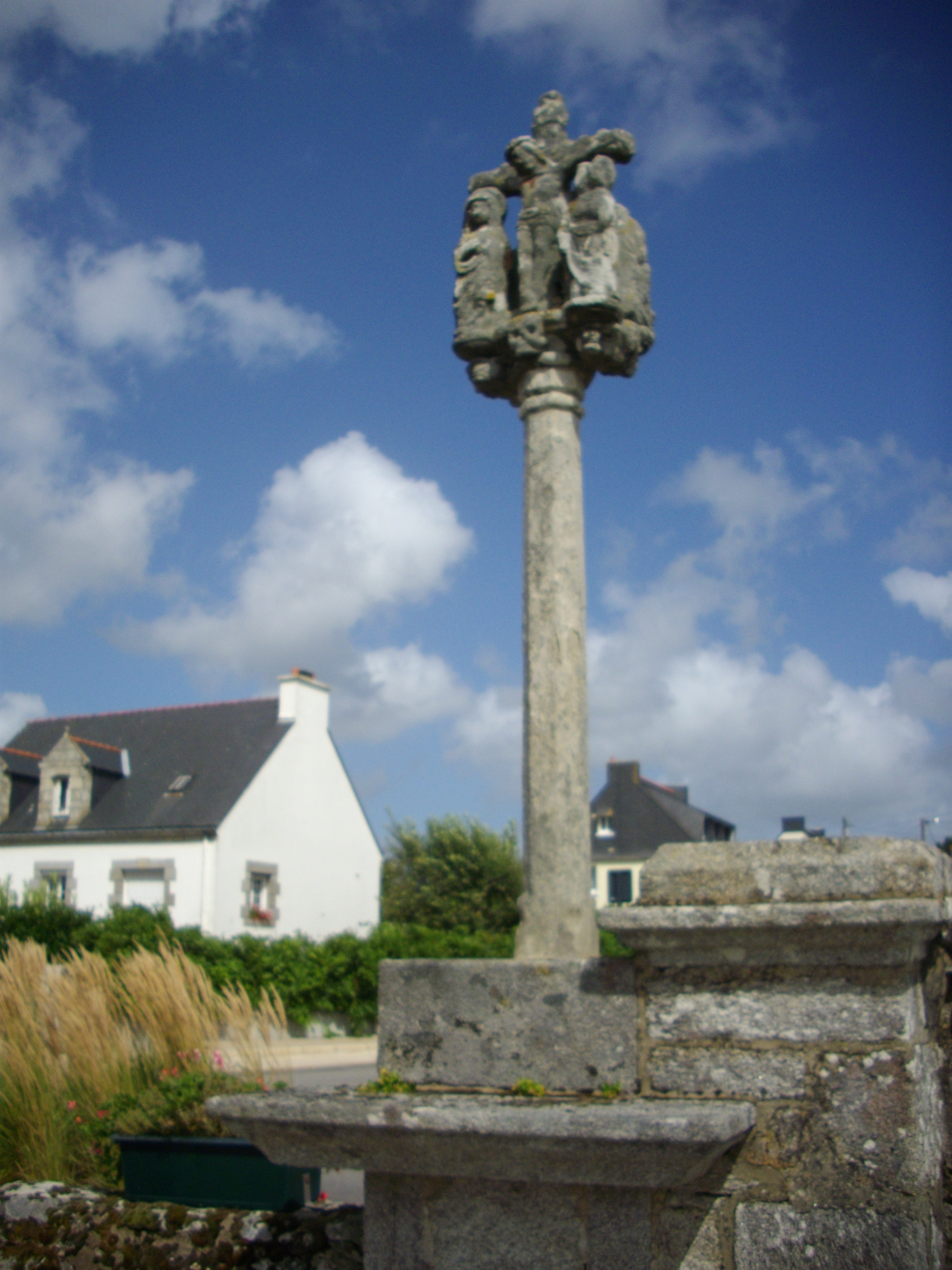
Kalvarienberg auf dem Dorffriedhof
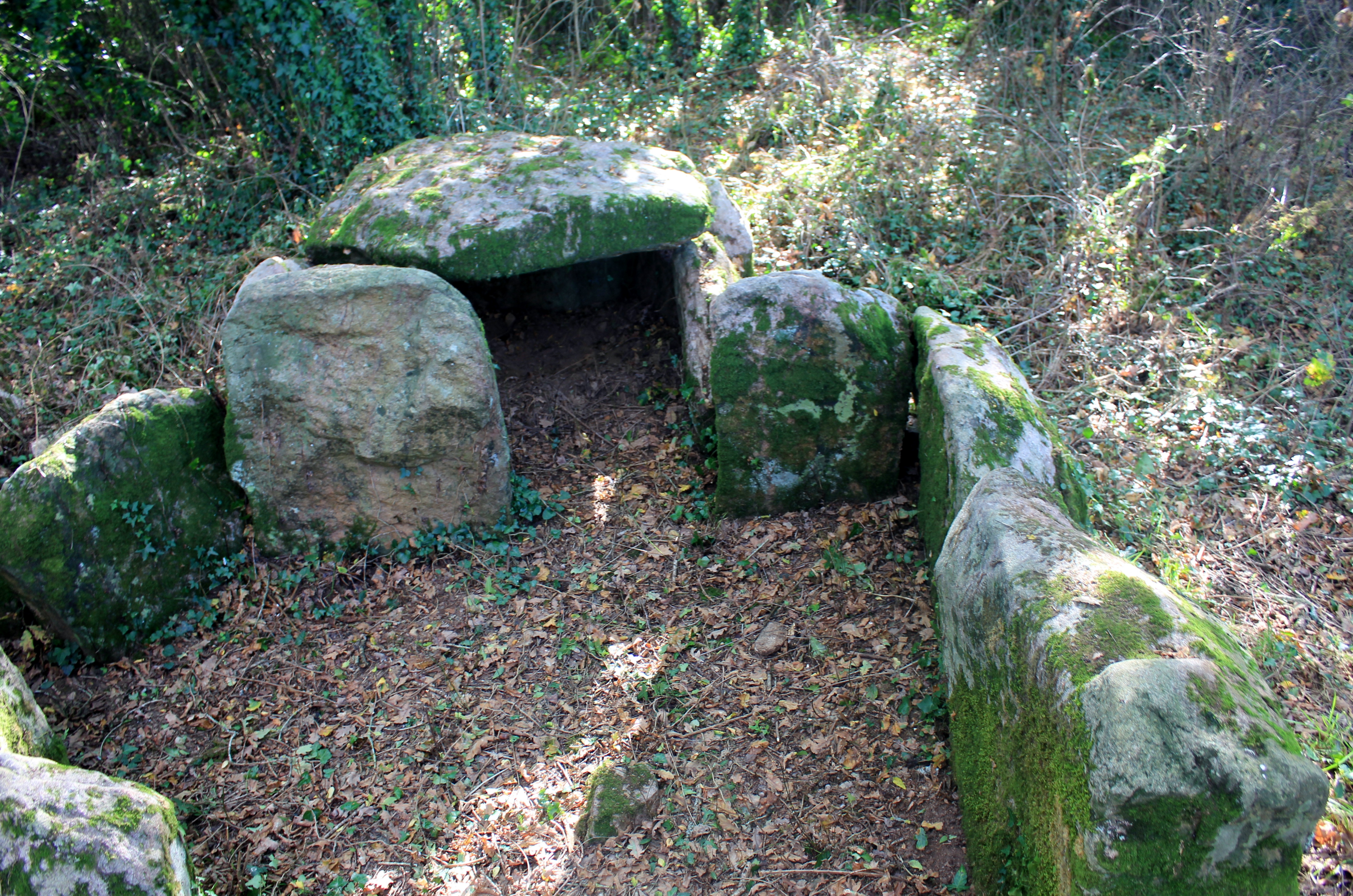
Dolmen mit Seitenkammern